# Calendari femení de l'UCI 2019
El calendari femení de la UCI 2019 reuneix les competicions femenines de ciclisme de carretera organitzades sota el reglament de la Unió Ciclista Internacional durant la temporada 2019.
La UCI World Tour femenina 2019 es presenta per separat. Els critèriums no puntuen.

## Calendari de les proves
| 29 de oct              | Grand Prix ICODER                                                          | 1.2 | Maria Jose Vargas (Swapit Agolico)                        |
| 30 de oct              | Gran Premio Comite Olimpico Nacional Femenino                              | 1.2 | Marcela Prieto (Swapit Agolico)                           |
| 2 – 4 de novembre      | Volta a Costa Rica femenina                                                | 2.2 | Blanca Moreno (Astana Women's Team)                       |
| 10 – 13 de gener       | Women's Tour Down Under                                                    | 2.1 | Amanda Spratt (Mitchelton-Scott)                          |
| 19 de gen              | Gravel and Tar La Femme                                                    | 1.2 | Brodie Chapman (Tibco-Silicon Valley Bank)                |
| 26 de gen              | Cadel Evans Great Ocean Road Race Women                                    | 1.1 | Arlenis Sierra Cañadilla (Astana Women's Team)            |
| 30 – 31 de gener       | Women's Herald Sun Tour                                                    | 2.2 | Lucy Kennedy (Mitchelton-Scott)                           |
| 9 de feb               | Grand Prix Gazipaşa women                                                  | 1.2 | Ina Savenka (Minsk Cycling Club)                          |
| 10 de feb              | Grand Prix Alanya féminin                                                  | 1.2 | Tatsiana Xaràkova (Minsk Cycling Club)                    |
| 10 de feb              | Volta a la Comunitat Valenciana Fèmines                                    | 1.2 | Lotte Kopecky (Lotto Soudal Ladies)                       |
| 21 – 24 de febrer      | Setmana Ciclista Valenciana                                                | 2.2 | Clara Koppenburg (WNT-Rotor Pro Cycling)                  |
| 1 de març              | Scorpions' Pass TT                                                         | 1.2 | Antri Christoforou (Cogeas-Mettler-Look Pro Cycling Team) |
| 2 de març              | Omloop Het Nieuwsblad femení                                               | 1.1 | Chantal Blaak (Boels Dolmans)                             |
| 2 de març              | Tour of Arava                                                              | 1.2 | Rotem Gafinovitz (Canyon-SRAM Racing)                     |
| 3 de març              | Omloop van het Hageland                                                    | 1.1 | Marta Bastianelli (Virtu Cycling Women)                   |
| 5 de març              | Le Samyn des Dames                                                         | 1.2 | Jip van den Bos (Boels Dolmans)                           |
| 9 de març              | Gran Premi Velo Alanya                                                     | 1.2 | Olena Xarga (Lviv Cycling Team)                           |
| 10 de març             | Circuit de Westhoek                                                        | 1.1 | suspesa                                                   |
| 15 de març             | Drentse Acht van Westerveld                                                | 1.2 | Audrey Cordon-Ragot (Trek-Segafredo)                      |
| 20 de març             | Nokere Koerse femenina                                                     | 1.1 | Lorena Wiebes (Parkhotel Valkenburg)                      |
| 29 de març             | Aphrodite Cycling Race ITT                                                 | 1.2 | Olga Zabelínskaia (Cogeas-Mettler-Look Pro Cycling Team)  |
| 30 de març             | Aphrodite's Sanctuary Cycling Race                                         | 1.2 | Olga Zabelínskaia (Cogeas-Mettler-Look Pro Cycling Team)  |
| 3 de abr               | A través de Flandes femení                                                 | 1.1 | Ellen van Dijk (Trek-Segafredo)                           |
| 4 – 7 de abril         | Joe Martin Stage Race Women                                                | 2.2 | Chloé Dygert (Sho-Air Twenty20)                           |
| 8 de abr               | Gran Premi de Dottignies                                                   | 1.2 | suspesa                                                   |
| 8 – 10 de abril        | Tour de Tailàndia femení                                                   | 2.1 | Jutatip Maneephan (Thailand Women's cycling team)         |
| 10 – 14 de abril       | Healthy Ageing Tour                                                        | 2.1 | Lisa Klein (Canyon-SRAM Racing)                           |
| 17 de abr              | Fletxa Brabançona femenina                                                 | 1.1 | Sofie De Vuyst (Parkhotel Valkenburg)                     |
| 25 de abr              | Gran Premio della Liberazione femení                                       | 1.2 | suspesa                                                   |
| 27 de abr              | Omloop van Borsele                                                         | 1.1 | Lorena Wiebes (Parkhotel Valkenburg)                      |
| 1 – 5 de maig          | Tour de Gila femení                                                        | 2.2 | Brodie Chapman (Tibco-Silicon Valley Bank)                |
| 2 – 5 de maig          | Gracia Orlová                                                              | 2.2 | Marta Bastianelli (Virtu Cycling Women)                   |
| 3 – 4 de maig          | Women's Tour de Yorkshire                                                  | 2.1 | Marianne Vos (CCC-Liv)                                    |
| 8 – 10 de maig         | Tour d'Uppsala                                                             | 2.2 | Sara Mustonen                                             |
| 10 – 12 de maig        | Gran Premi Elsy Jacobs                                                     | 2.1 | Lisa Brennauer (WNT-Rotor Pro Cycling)                    |
| 12 de maig             | Trofeu Maarten Wynants                                                     | 1.1 | Elisa Balsamo (Valcar Cylance)                            |
| 12 de maig             | V4 Ladies Series                                                           | 1.2 | Polina Kirillova (Rússia)                                 |
| 16 – 19 de maig        | Volta a Burgos femenina                                                    | 2.1 | Stine Borgli (Noruega)                                    |
| 17 de maig             | Tour Femenino de Venezuela                                                 | 1.2 | Angie González García                                     |
| 18 – 19 de maig        | Tour Femenino de Venezuela II                                              | 2.2 | Lilibeth Chacón García (Cycling Girls Team)               |
| 20 de maig             | Emakumeen Saria                                                            | 1.2 | Lucy Kennedy (Mitchelton-Scott)                           |
| 21 de maig             | Tour of Zhoushan Island I                                                  | 1.2 | Nguyễn Thị Thật (Lotto Soudal Ladies)                     |
| 22 – 23 de maig        | Tour de Zhoushan Island II                                                 | 2.2 | Thi Thu Mai Nguyễn                                        |
| 23 de maig             | Kyiv Olimpic Ring Women Race                                               | 1.2 | Hanna Tserakh (Minsk Cycling Club)                        |
| 24 – 25 de maig        | The 60th Anniversary "Thai Cycling Association"                            | 2.1 | Yūmi Kajihara                                             |
| 25 de maig             | Horizon Park Women Challenge                                               | 1.2 | suspesa                                                   |
| 26 de maig             | Tour de Taiyuan femení                                                     | 1.2 | Arianna Fidanza (Eurotarget-Bianchi-Vitasana)             |
| 26 de maig             | The 60th Anniversary Thai Cycling Association - The Golden Era Celebration | 1.1 | Jutatip Maneephan (Thailand Women's cycling team)         |
| 26 de maig             | VR Women ITT                                                               | 1.2 | Valeria Kononenko (Lviv Cycling Team)                     |
| 26 de maig             | Gran Premi Cham-Hagendorn                                                  | 1.2 | Julie Leth (Bigla)                                        |
| 27 de maig             | Winston-Salem Cycling Classic                                              | 1.1 | Leigh Ann Ganzar (Hagens Berman-Supermint)                |
| 28 de maig – 2 de juny | Volta a Turíngia femenina                                                  | 2.1 | Kathrin Hammes (WNT-Rotor Pro Cycling)                    |
| 31 de maig             | La Classique Morbihan                                                      | 1.1 | Christine Majerus (Luxemburg)                             |
| 1 de juny              | Gran Premi de Plumelec-Morbihan femení                                     | 1.1 | Cecilie Uttrup Ludwig (Bigla)                             |
| 2 de juny              | Gooik-Geraardsbergen-Gooik                                                 | 1.1 | suspesa                                                   |
| 5 – 9 de juny          | Tour de Bretanya femení                                                    | 2.2 | Audrey Cordon-Ragot (França)                              |
| 5 – 9 de juny          | Volta Femenina a Guatemala                                                 | 2.2 | Blanca Moreno (Astana Women's Team)                       |
| 6 de juny              | Gran Premi de Gatineau                                                     | 1.1 | Leah Kirchmann (Sunweb)                                   |
| 7 de juny              | Ljubljana-Domžale-Ljubljana TT                                             | 1.2 | Marlen Reusser (World Cycling Centre)                     |
| 7 de juny              | Chrono Gatineau                                                            | 1.1 | Amber Neben (Cogeas-Mettler-Look Pro Cycling Team)        |
| 8 de juny              | Omloop van de IJsseldelta                                                  | 1.2 | Marta Tagliaferro (Hitec Products-Birk Sport)             |
| 9 de juny              | Dwars door de Westhoek                                                     | 1.1 | Elisa Balsamo (Valcar Cylance)                            |
| 12 – 16 de juny        | North Star Grand Prix Women                                                | 2.2 | suspesa                                                   |
| 16 de juny             | Diamond Tour                                                               | 1.1 | Lorena Wiebes (Parkhotel Valkenburg)                      |
| 6 de jul               | V4 Ladies Series Restart Zalaegerszeg                                      | 1.2 | Olga Shekel (Ucraïna)                                     |
| 7 de jul               | Tour de Delta femení                                                       | 1.2 | Alison Jackson (Tibco-Silicon Valley Bank)                |
| 11 – 14 de juliol      | Tour de Feminin-O cenu Českého Švýcarska                                   | 2.2 | Vita Heine (Hitec Products-Birk Sport)                    |
| 12 de jul              | Chrono Kristin Armstrong femenina                                          | 1.2 | Chloé Dygert (Sho-Air Twenty20)                           |
| 18 – 21 de juliol      | Baloise Ladies Tour                                                        | 2.1 | Lisa Klein (Canyon-SRAM Racing)                           |
| 25 – 28 de juliol      | Tour Pyrénées-Méditerranée                                                 | 2.2 | suspesa                                                   |
| 30 de jul              | Emakumeen Nafarroako Klasikoa                                              | 1.2 | Ashleigh Moolman (CCC-Liv)                                |
| 1 de ago               | Clàssica Fèmines de Navarra                                                | 1.2 | Sarah Roy (Mitchelton-Scott)                              |
| 1 – 2 de agost         | Kreiz Breizh Elites femenina                                               | 2.2 | Teniel Campbell (World Cycling Centre)                    |
| 3 de ago               | Fletxa d'Erondegem                                                         | 1.2 | Monique van de Ree (BTC City Ljubljana)                   |
| 3 de ago               | Clàssica de Sant Sebastià femenina                                         | 1.1 | Lucy Kennedy (Mitchelton-Scott)                           |
| 5 de ago               | Clasica CRC 506                                                            | 1.2 | Andrea Ramirez Fregoso (Swapit Agolico)                   |
| 6 de ago               | Clasica Esencial Costa Rica                                                | 1.2 | Andrea Ramirez Fregoso (Swapit Agolico)                   |
| 9 – 11 de agost        | Volta a Costa Rica femenina                                                | 2.2 | Marcela Prieto (Swapit Agolico)                           |
| 9 – 11 de agost        | Women's Tour of Scotland                                                   | 2.1 | Leah Thomas (Bigla)                                       |
| 11 de ago              | MerXem Classic                                                             | 1.2 | Lotte Kopecky (Lotto Soudal Ladies)                       |
| 17 de ago              | Flanders Ladies Classic-Sofie De Vuyst                                     | 1.2 | Julie Van de Velde (Lotto Soudal Ladies)                  |
| 18 de ago              | La Périgord Ladies                                                         | 1.2 | Coralie Demay (FDJ-Nouvelle Aquitaine-Futuroscope)        |
| 21 de ago              | Veenendaal Veenendaal Classic femenina                                     | 1.1 | suspesa                                                   |
| 22 – 25 de agost       | Colorado Classic Women                                                     | 2.1 | Chloé Dygert (Sho-Air Twenty20)                           |
| 30 de ago              | La Picto-Charentaise                                                       | 1.2 | Gladys Verhulst (Charente-Maritime)                       |
| 6 – 8 de setembre      | Giro de Toscana-Memorial Michela Fanini                                    | 2.2 | Arlenis Sierra Cañadilla (Astana Women's Team)            |
| 7 de set               | Scenic Avenue International Race I                                         | 1.2 | Sun Jiajun                                                |
| 8 de set               | Scenic Avenue International Race II                                        | 1.2 | Sun Jiajun                                                |
| 8 de set               | Chrono Champenois-Trophée Européen                                         | 1.1 | Vita Heine (Hitec Products-Birk Sport)                    |
| 8 de set               | Gran Premi de Fourmies femení                                              | 1.2 | Nguyễn Thị Thật (Lotto Soudal Ladies)                     |
| 10 – 13 de setembre    | Volta a Bèlgica femenina                                                   | 2.1 | Mieke Kröger (Alemanya)                                   |
| 13 – 19 de setembre    | Tour de l'Ardecha                                                          | 2.1 | Marianne Vos (CCC-Liv)                                    |
| 22 de set              | Gran Premi d'Isbergues femení                                              | 1.2 | Christine Majerus (Boels Dolmans)                         |
| 5 de oct               | Giro de l'Emília femení                                                    | 1.1 | Demi Vollering (Parkhotel Valkenburg)                     |
| 6 de oct               | Gran Premio Bruno Beghelli femení                                          | 1.1 | Marta Bastianelli (Virtu Cycling Women)                   |
| 17 de oct              | Tour du Nanxijiang                                                         | 1.2 | Sun Jiajun                                                |
| 20 de oct              | Chrono des Nations femenina                                                | 1.1 | Leah Thomas (Bigla)                                       |

### Classificació individual
| Classificació per punts | Classificació per punts | Classificació per punts | Classificació per punts | Classificació per punts |
| Corredor                | Corredor                | Equip                   | Punts                   |                         |
| ----------------------- | ----------------------- | ----------------------- | ----------------------- | ----------------------- |
| 1r                      | Lorena Wiebes           | Parkhotel Valkenburg    | 2259 pts                |                         |
| 2n                      | Marianne Vos            | CCC-Liv                 | 2208 pts                |                         |
| 3r                      | Annemiek van Vleuten    | Mitchelton-Scott        | 1946 pts                |                         |
| 4t                      | Marta Bastianelli       | Virtu Cycling Women     | 1819 pts                |                         |
| 5è                      | Anna van der Breggen    | Boels Dolmans           | 1411 pts                |                         |
| 6è                      | Amy Pieters             | Boels Dolmans           | 1403 pts                |                         |
| 7è                      | Katarzyna Niewiadoma    | Canyon-SRAM Racing      | 1268 pts                |                         |
| 8è                      | Amanda Spratt           | Mitchelton-Scott        | 1220 pts                |                         |
| 9è                      | Christine Majerus       | Boels Dolmans           | 1198 pts                |                         |
| 10è                     | Lisa Klein              | Canyon-SRAM Racing      | 1077 pts                |                         |

### Classificació per equips
| Classificació per equips | Classificació per equips    | Classificació per equips | Classificació per equips |
| Equip                    | Equip                       | Punts                    |                          |
| ------------------------ | --------------------------- | ------------------------ | ------------------------ |
| 1r                       | Boels Dolmans               | 5647 pts                 |                          |
| 2n                       | Sunweb Women                | 4740 pts                 |                          |
| 3r                       | Mitchelton-Scott            | 4369 pts                 |                          |
| 4t                       | Canyon-SRAM Racing          | 4217 pts                 |                          |
| 5è                       | Trek-Segafredo              | 4088 pts                 |                          |
| 6è                       | CCC-Liv                     | 3953 pts                 |                          |
| 7è                       | Parkhotel Valkenburg-Destil | 3912 pts                 |                          |
| 8è                       | Virtu Cycling Women         | 3177 pts                 |                          |
| 9è                       | WNT-Rotor Pro Cycling       | 3090 pts                 |                          |
| 10è                      | Bigla                       | 2461 pts                 |                          |